# Aaron Zigman
Aaron Zigman (San Diego, Califórnia, 6 de Janeiro de 1963) é um compositor norte-americano. Compôs para vários filmes de drama e comédia.

## Filmografia
Em 2002 Aaron Zigman iniciou a primeira colaboração com o cineasta Nick Cassavetes no filme: John Q. (John Q.) (2002). Juntos fizeram com a parceria Zigman/Cassavetes: O Diário da Nossa Paixão (The Notebook) (2004), Alpha Dog (Alpha Dog) (2006), Para a Minha Irmã (My Sister's Keeper) (2009) e Não há Duas sem Três (The Other Woman) (2014).